# Битка при завоя на Самара
Битката при завоя на Самара, наричана също Овнешка/Овча битка или Битка при Кернек, е първата битка между Волжка България и монголците.
Сражението е през есента на 1223 година, на южната граница на Волжка България. Волжко-български сили обграждат и разгромяват монголците. Според местни устни традиции, след като последните са обградени, прабългарите започват да ги избиват и само 4000 души успяват да избягат, а останалите са пленени.
Години по-късно монголците начело с Бату хан се завръщат, за да унищожават държавата, и след дълга и кървава борба я присъединяват към Монголската империя.

## Приготовление за битката
На 23 май 1223 година близо до град Калка се срещат обединените войски на Руските княжества и техните съюзници куманите срещу настъпващата татаро-монголска армия, водена от Субетей. Това сражение завършва с пълно поражение на Руските княжества и техните съюзници, но и татаро-монголска армия е изтощена, затова Субетей решава да се оттеглят временно. Връщайки се, те преминават през Поволжието и територията на Волжка България. След битката при река Калка и поражението на съюзниците, разбирайки за опасността, волжко-българският кан Габдула Челбир започва приготовление за война, давайки си сметка, че армията на Чингис хан, водена от Субетей, е непобедена дотогава. Габдула Челбир заповядва да се съберат хора за армията му и да се започне подготовка за война. Към войската му се присъединяват и няколко кумански отряда. Към неговите войски се присъединяват и мордовските принцове Пуреш и Пургаз.

## Развитие на битката
По стара прабългарска стратегия Габдула Челбир използва хитрина да вкара противника в капан. Избира района около Жигулевските възвишения и поставя капан на врага. Идвайки, войските на Субетей се натъкват на малобройна волжко-българска войска, която след краткотрайна схватка лесно обръщат в бягство. Татаро-монголските войски подгонват бягащите прабългари и влизат в капана подготвен от Габдула Челбир. Мястото е прецизно избрано – от едната страна е река Волга, а от другата страна Жигулевските възвишения. При опит да избягат татаро-монголите ще се удавят или ще попаднат на многото други капани устроени от прабългарите. Когато основните войски на татаро-монголите влизат в капана прабългарите ги обграждат като в „чувал“ нанасяйки им поражение.

## Резултат от битката
В резултат на битката се пленени 4000 войници (според китайски източници всички татаро-монголи са избити, но историята казва друго), които кан Габдула Челбир заменя за 4000 овена (от тук идва и името на битката „Овчата битка“). Временно Европа е спасена, давайки време на европейците и Руските княжества да се приготвят за по нататъшните военни конфликти с татаро-монголи. В историята това остава като една от малкото загубени битки на монголо-татарите, докато Чингис хан е жив.